# Пет Смір
Джордж Альберт Рутенберг (англ. Georg Albert Ruthenberg, нар. 5 серпня 1959 року, Лос-Анджелес, Каліфорнія, Сполучені Штати), більш відомий як Пет Смір (англ. Pat Smear) — американський музикант, гітарист The Germs та Foo Fighters, концертний гітарист Nirvana.

## Життєпис
Джордж Рутенберг (справжнє ім'я музиканта) народився 5 серпня 1959 року в Лос-Анджелесі. Вже в тринадцять років він втік із дому, став жити в релігійній комуні та навчався в спеціальній школі. Разом з однокласником Дарбі Крешем він заснував панк-рок-гурт Germs, де грав на гітарі. Колектив проіснував з 1976 по 1980 роки, аж доки Дарбі Креш не наклав на себе руки, та став важливим явищем лос-анджелеської андеграундної сцени кінця сімдесятих років.
На початку вісімдесятих років Пет Смір знімався в кіно та на телебаченні. Він отримав невелику роль в кримінальному серіалі CHiP, а також з'явився в фільмах «Той, хто біжить по лезу», «Говард-качка», «Брейк-данс». Музична кар'єра Сміра продовжилась з виходом двох сольних альбомів: Ruthensmear (1987) та So You Fell In Love With a Musician (1992). Він навіть отримав пропозицію від Red Hot Chili Peppers стати їх гітаристом, замінивши Джона Фрушанте, але відмовився.
В 1993 році Курт Кобейн шукав другого гітариста до Nirvana. Кортні Лав наполягла на тому, щоб запросити Сміра, який працював в лос-анджелеському магазині SST Superstore: «Не скажу, що він найкращий гітарист у світі, але Боже мій, він змусить тебе посміхатись». Дебют Сміра в Nirvana відбувся на шоу Saturday Night Live. Музикант грав на концертах Nirvana (включаючи славнозвісний MTV Unplugged in New York) аж до смерті Кобейна в 1994 році.
Після Nirvana Пет Смір приєднався до нового гурту Дейва Грола Foo Fighters. Він брав участь в записі другого студійного альбому The Colour and the Shape. Під час концерту MTV Video Music Award в 1997 році Смір заявив зі сцени, що залишає Foo Fighters. Декілька років він не займався музикою взагалі. Часткове повернення Сміра до гурту Дейва Грола відбулось у 2005 році, а з 2010 року він став повноправним учасником Foo Fighters, одним з трьох гітаристів, окрім Грола та Кріса Шифлетта.
У 2006 році Смір приєднався до музикантів The Germs в концертному турне з новим фронтменом Шейном Вестом. Також він грав з колишніми учасниками Nirvana під час реюніон-концертів 2014 та 2018 років.

## Дискографія
| The Germs - 1978 — Lexicon Devil - 1979 — (GI) - 1981 — Germicide - 1981 — What We Do Is Secret Pat Smear - 1987 — RuthenSmear - 1992 — So You Fell In Love With A Musician… Nirvana - 1994 — MTV Unplugged In New York - 1994 — XXII II MCMXCIV - 1996 — From The Muddy Banks Of The Wishkah - 2002 — Nirvana - 2004 — With The Lights Out - 2005 — Sliver: The Best Of The Box - 2013 — Live And Loud | Foo Fighters - 1997 — The Colour And The Shape - 2006 — Skin And Bones - 2007 — Echoes, Silence, Patience & Grace - 2008 — Live At Wembley Stadium - 2011 — Wasting Light - 2014 — Sonic Highways - 2015 — Saint Cecilia EP - 2017 — Concrete And Gold - 2021 — Medicine At Midnight |